# Bong võng mạc
Bong võng mạc là một rối loạn của mắt trong đó võng mạc bị rời ra khỏi lớp bên dưới. Các triệu chứng bao gồm sự gia tăng việc thấy ruồi bay trước mắt, ánh sáng lóe lên và làm xấu đi phần bên ngoài của trường thị giác. Điều này có thể được mô tả như bị che một bức màn trên một phần của tầm nhìn. Trong khoảng 7% trường hợp cả hai mắt đều bị ảnh hưởng. Nếu không điều trị thì việc mất thị lực vĩnh viễn có thể xảy ra.
Cơ chế phổ biến nhất liên quan đến việc phá vỡ võng mạc sau đó làm chất lỏng trong mắt đi ra sau võng mạc. Một sự phá vỡ võng mạc có thể xảy ra do bong phần sau thủy tinh thể, tổn thương mắt hoặc viêm mắt. Các yếu tố nguy cơ khác bao gồm cận thị và phẫu thuật đục thủy tinh thể trước đó. Tách võng mạc cũng hiếm khi xảy ra do khối u màng đệm. Chẩn đoán bằng cách nhìn vào phía sau mắt bằng kính soi đáy mắt hoặc bằng siêu âm.
Ở những người bị rách võng mạc, những nỗ lực ngăn chặn việc rách trở thành bong võng mạc bao gồm liệu pháp áp lạnh bằng đầu dò lạnh hoặc quang hóa bằng laser. Điều trị bong võng mạc nên được tiến hành kịp thời. Điều này có thể bao gồm phẫu thuật với silicone được khâu vào bên ngoài của mắt, bơm khí nén vào mắt, hoặc loại bỏ một phần thủy tinh thể và thay thế bằng một trong hai khí hoặc dầu.
Bong võng mạc ảnh hưởng từ 0,6 đến 1,8 người trên 10.000 mỗi năm. Khoảng 0,3% số người bị ảnh hưởng tại một số thời điểm trong cuộc sống của họ. Nó phổ biến nhất ở những người ở độ tuổi 60 hoặc 70. Nam thường bị ảnh hưởng nhiều hơn nữ. Các kết quả lâu dài phụ thuộc vào thời gian tách ra và liệu điểm vàng có bị bong ra hay không. Nếu được điều trị trước khi bong điểm vàng kết quả nhìn chung là tốt.